# Champion (Wisconsin)
Pour les articles homonymes, voir Champion (homonymie).
Champion est une zone non incorporée dans la ville de Green Bay dans le comté de Brown, Wisconsin, États-Unis, autrefois appelée "Aux Premiers Belges", puis "Robinsonville". Entre le 1er juillet 1852 et le 30 juin 1853, la plupart des familles protestantes vont quitter Biez et Grez-Doiceau pour les États-Unis, suivant les conseils du pasteur Vleugels. Dix familles protestantes originaires de Biez vont ainsi fonder la colonie wallonne de Green Bay. D’autres familles s'installent à Robinsonville, où une Eglise presbytérienne francophone, la Robinsonville Presbyterian Church de New Franken, est fondée, le 17 février 1861. Les cultes y seront célébrés en français jusqu’en 1913.

## Sanctuaire de Notre-Dame du Bon Secours
Le sanctuaire de Notre-Dame du Bon Secours à Champion est un lieu d'apparitions mariales (en 1859) qui a été approuvé officiellement au niveau diocésain en 2010.
Le décret a été prononcé le 8 décembre 2010 par l'évêque du lieu, Mgr David Ricken : « Je déclare avec certitude morale et conformément aux normes de l'Église que le contenu des faits, des apparitions et des propos reçus par Adele Brise en octobre 1859 sont de nature surnaturelle, et par la présente, approuve ces apparitions comme dignes de foi - bien que non obligatoires - pour les fidèles chrétiens ».
Le sanctuaire de Notre-Dame du Bon Secours est le seul aux États-Unis où une apparition de la Vierge Marie a été approuvée officiellement.

## Galerie photographique

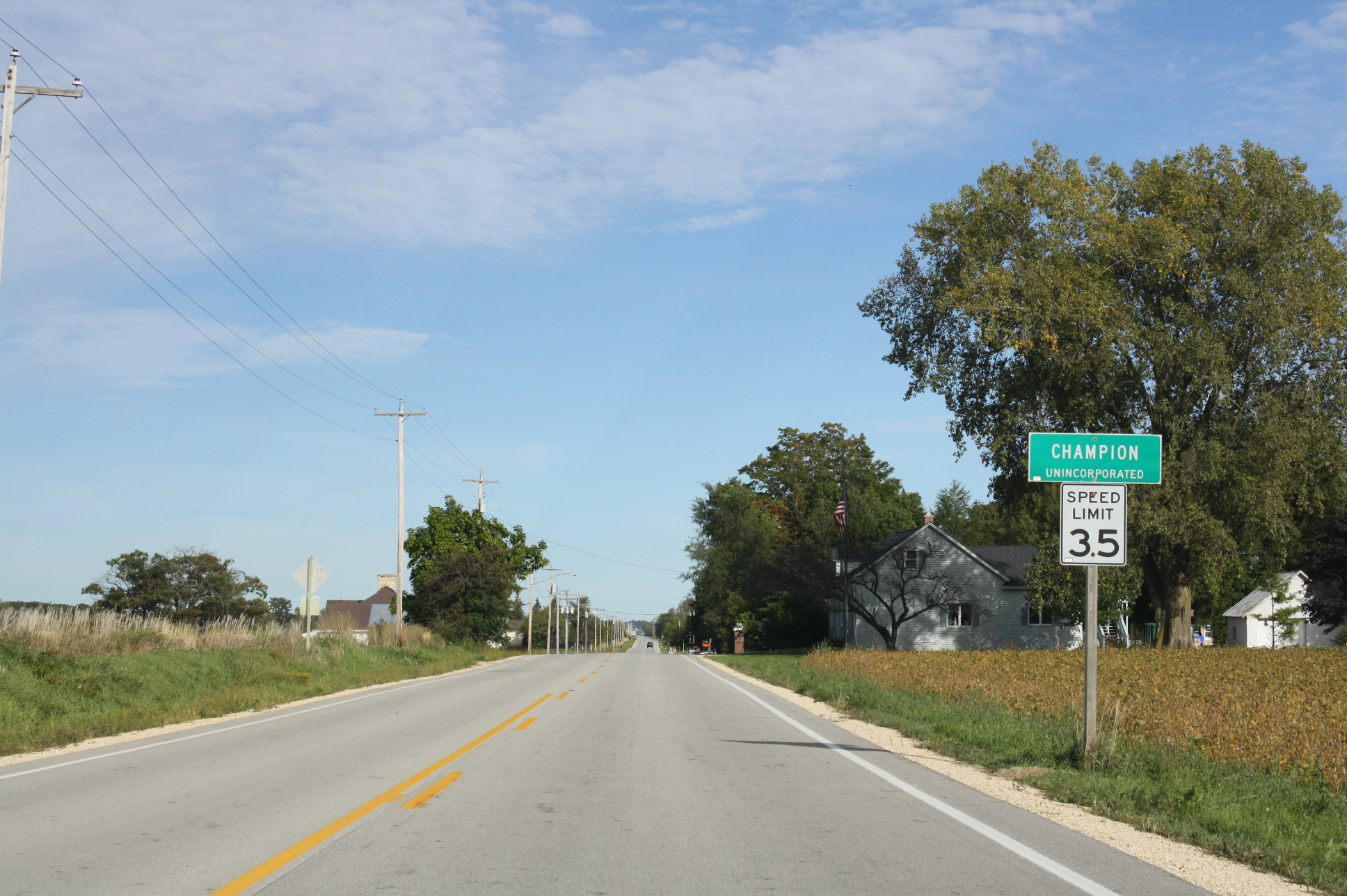
Vue vers l'est à l'entrée de Champion
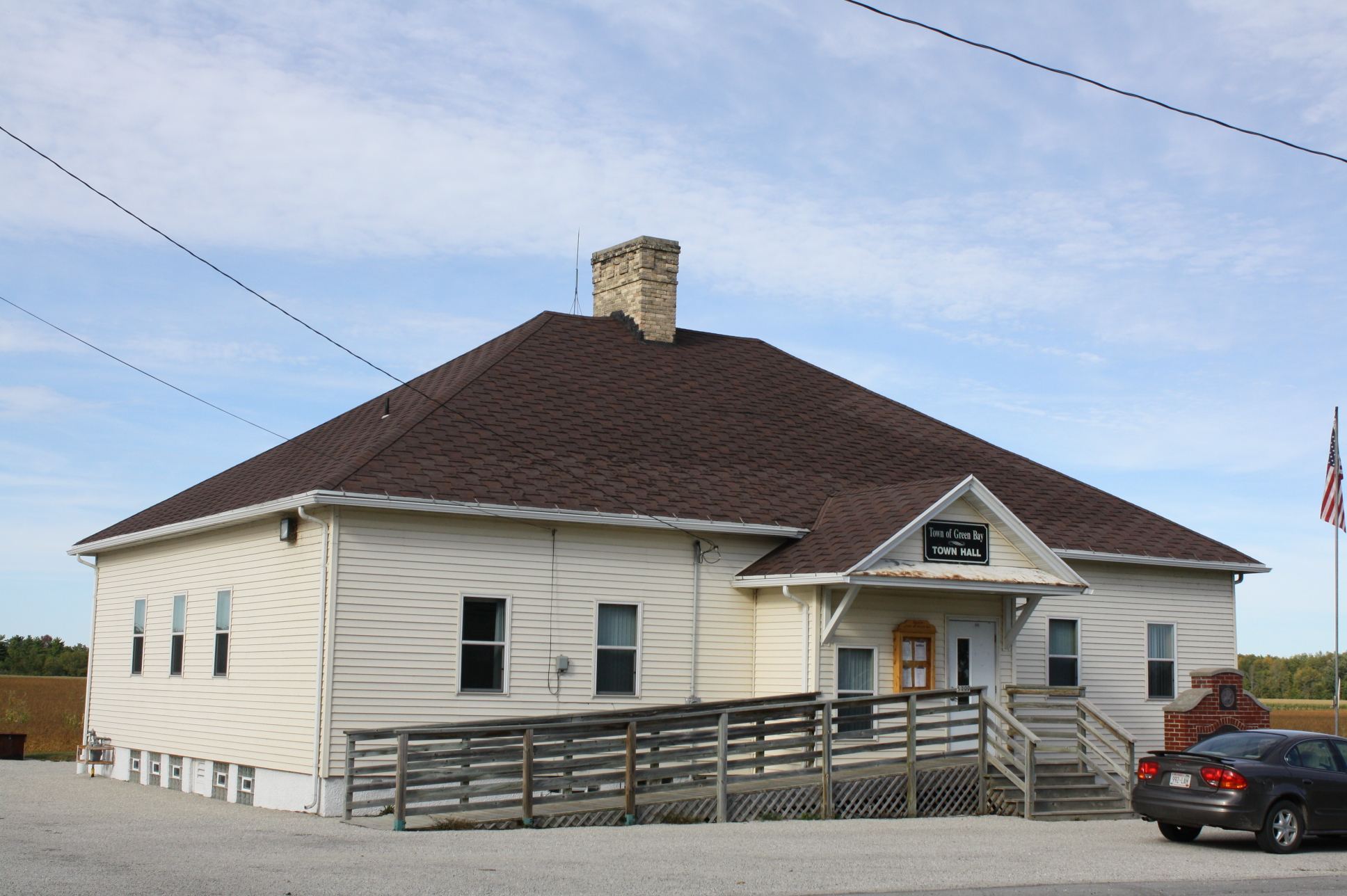
Hôtel de ville de Green Bay à Champion
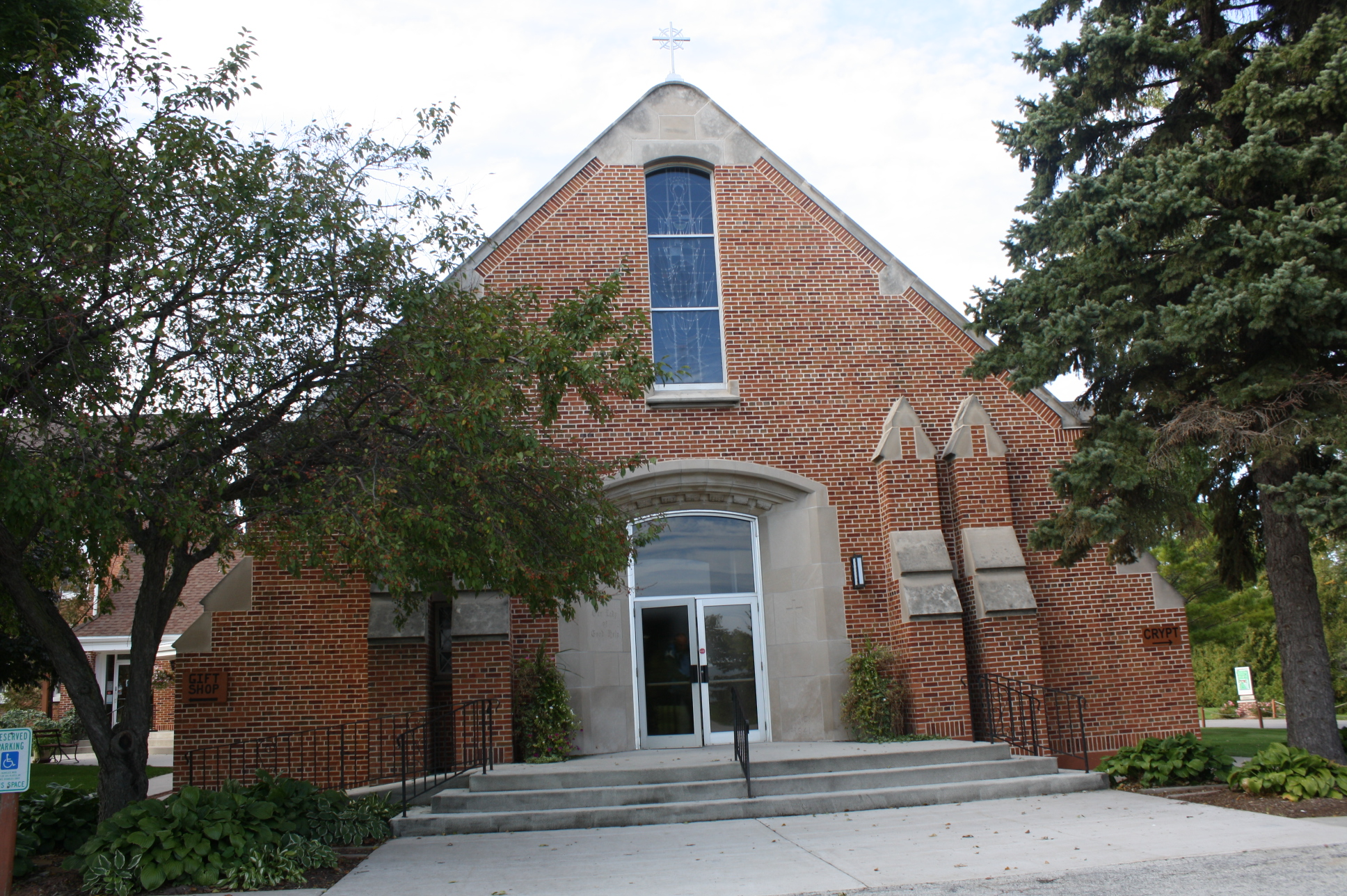
Le sanctuaire de Notre-Dame du Bon Secours près de Champion

## Source
- (en) Cet article est partiellement ou en totalité issu de l’article de Wikipédia en anglais intitulé « Champion, Wisconsin » (voir la liste des auteurs).

1. ↑  (en) Erik Eckholm, « Wisconsin on the Map to Pray With Mary », New-York Times,‎ 23 décembre 2010 (lire en ligne, consulté le 30 octobre 2020).
2. ↑  « USA : Approbation diocésaine d'une apparition de la Vierge », sur le site de l'agence d'information internationale ZENIT, 10 décembre 2010 (consulté le 12 octobre 2011)